# Wappen von Prince Edward Island
Das Wappen von Prince Edward Island wurde der kanadischen Provinz Prince Edward Island im Jahr 1905 durch König Eduard VII. verliehen (nur Wappenschild und Wahlspruch). Die übrigen Elemente kamen am 26. April 2002 hinzu, als Generalgouverneurin Adrienne Clarkson zur 150-Jahr-Feier der Selbstverwaltung das erweiterte Wappen übergab, womit sie den Wunsch von Premierminister Pat Binns erfüllte. Offiziell wird dieses Wappen seit dem 13. Dezember 2002 verwendet.
Das silberne Wappen zeigt auf grünem Land drei grüne Eichenschößlinge, welche die drei Bezirke der Insel repräsentieren. Diese werden links von einer ausgewachsenen Eiche überragt, die ursprünglich Großbritannien darstellte. Im roten Schildhaupt ein goldener Leopard, der jenem auf dem Wappen Englands entspricht. Das Motiv des Wappenschilds ist auch auf der Flagge von Prince Edward Island abgebildet.
Der goldene Helm über dem Wappenschild ist ein Symbol der Souveränität von Prince Edward Island innerhalb der Kanadischen Konföderation. Er ist verziert mit roter und weißer Helmdecke und Helmwulst, beide in den nationalen Farben Kanadas. Das Helmkleinod ist ein widersehender Blauhäher, der ein Eichenblatt in seinem Schnabel hält und auf seinem Kopf die Edwardskrone trägt.
Schildhalter sind zwei aufgerichtete Silberfüchse. Diese seltenen Tiere waren auf der Insel heimisch und werden zur Gewinnung von Silberfuchsfellen dort in Pelzfarmen gezüchtet. Die Füchse stehen auch für Scharfsinn und Klugheit. Einer der Füchse trägt eine Girlande aus Kartoffelblüten um seinen Hals, der andere ein Fischernetz.
Das Postament besteht aus einem achtzackigen blauen Stern, der in der Kultur der Mi’kmaq die Sonne symbolisiert, umgeben von Rosen (für England), Lilien (für Frankreich), Disteln (für Schottland), Kleeblättern (für Irland) und Cypripedioideae, eine auf Prince Edward Island vorkommende Orchidee. Unterhalb des Postaments ist eine Schriftrolle mit dem Wahlspruch ausgelegt. Parva sub ingenti („der Kleine unter dem Schutz des Großen“) entstammt einem Gedicht aus der Georgica des römischen Dichters Vergil.